# František Šrám
František Šrám (6. září 1911 – ?) byl český fotbalový brankář.

## Hráčská kariéra
V československé lize hrál za SK Prostějov. V lize nastoupil ve 144 utkáních. Amatérský mistr Československa 1928. Finalista Českého poháru 1940. Byl u historického 2. místa Prostějova v nejvyšší soutěži v ročníku 1941/42. Ve Středoevropském poháru nastoupil ve 4 utkáních.

### Prvoligová bilance
| Ročník               | Zápasy | Góly | Minuty | Nuly | Klub         |
| -------------------- | ------ | ---- | ------ | ---- | ------------ |
| Státní liga 1934/35  | 13     | 0    | 1 170  | 2    | SK Prostějov |
| Státní liga 1935/36  | 26     | 0    | 2 340  | 9    | SK Prostějov |
| Státní liga 1936/37  | 16     | 0    | 1 440  | 4    | SK Prostějov |
| Státní liga 1937/38  | 11     | 0    | 990    | 3    | SK Prostějov |
| Národní liga 1939/40 | 22     | 0    | 1 980  | 4    | SK Prostějov |
| Národní liga 1940/41 | 21     | 0    | 1 890  | 6    | SK Prostějov |
| Národní liga 1941/42 | –      | 0    | –      | –    | SK Prostějov |
| Národní liga 1942/43 | –      | 0    | –      | –    | SK Prostějov |
| Státní liga 1945/46  | –      | 0    | –      | –    | SK Prostějov |
| CELKEM               | 144    | 0    | –      | –    |              |